# Азиляно Верчелезе
Азиля̀но Верчелѐзе (на италиански: Asigliano Vercellese; на пиемонтски: Asijan, Азиян) е село и община в Северна Италия, провинция Верчели, регион Пиемонт. Разположено е на 127 m надморска височина. Населението на общината е 1435 души (към 2013 г.).